# 七甸站
七甸站位于中华人民共和国云南省昆明市呈贡区七甸街道，是一个昆河铁路上的车站，建于1910年，1998年废弃，后重新启用。车站隶属中国铁路昆明局集团，距离昆明北站36公里。现车站办理一对往来昆明站与红果站的旅客列车。